# Kalidawir (Kalidawir)
Kalidawir is een bestuurslaag in het regentschap Tulungagung van de provincie Oost-Java, Indonesië. Kalidawir telt 4580 inwoners (volkstelling 2010).